# Selecció de futbol del Marroc
La Selecció de futbol del Marroc, anomenada popularment els Lleons de l'Atlas, representa el Marroc en les competicions internacionals de futbol masculí. Està controlat per la Reial Federació Marroquina de Futbol, també coneguda com a FRMF. Els colors de l'equip són vermell i verd. L'equip és membre de la FIFA i de la Confederació Africana de Futbol (CAF).
En l'àmbit internacional, el Marroc va guanyar la Copa Africana de Nacions del 1976, dos Campionats Africans de Nacions (2018 i 2020) i la Copa Àrab de la FIFA el 2012. Ha participat a la Copa Mundial de la FIFA en sis ocasions. Un dels seus millors resultats es va produir el 1986, quan va ser la primera selecció africana a quedar primera de grup a la Copa Mundial. Tanmateix, a la Copa del Món de Qatar del 2022 es va convertir en la primera selecció del continent africà a arribar a semifinals.
Els Lleons de l'Atlas van ser considerats una de les millors seleccions nacionals de futbol del món quan van ocupar el 10è lloc a la Classificació Mundial de la FIFA a l'abril de 1998, sent la primera selecció africana de la història en ser classificada per la FIFA entre les deu millors seleccions nacionals de futbol. La FIFA la va classificar com la millor selecció nacional africana durant tres anys consecutius, del 1997 al 1999. L'octubre del 2022, el Marroc es troba com la 22a millor selecció del món.

## Història

### Període de preindependència
La selecció marroquina es va fundar el 1928 i va jugar el seu primer partit el 22 de desembre contra la selecció B de França, davant la qual va perdre per 2-1. Aquest equip, format pels millors futbolistes de la LMFA o Lliga Marroquina de Futbol (colons o nadius), participava en partits amistosos contra altres seleccions nord-africanes, com les d'Algèria i Tunísia. Aquestes associacions de clubs de colons i de futbolistes locals, a més de tenir el seu propi campionat, s'enfrontaven entre si en un torneig que el Marroc va guanyar diverses vegades, com el 1948-1949.

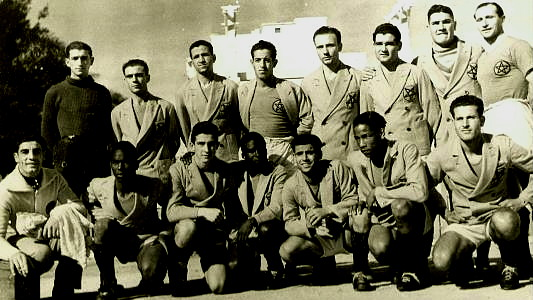
Selecció de futbol del Marroc l'any 1942 amb la llegenda Larbi Ben Barek.

La LMFA també es va enfrontar a alguns equips de clubs com el NK Lokomotiva Zagreb el gener de 1950, així com a França A i França B. Contra França A la LMFA va empatar 1-1 a Casablanca el 1941.
El 9 de setembre de 1954, un terratrèmol va sacsejar la regió algeriana d'Orléansville (actual Chlef) i va causar la destrucció de la ciutat i la mort de més de 1.400 persones. El 7 d'octubre del 1954, l'Associació Francesa de Futbol i els habitants del Magrib van organitzar un partit benèfic per recaptar fons per a les famílies de les víctimes del catastròfic succés. Al partit, celebrat al Parc dels Prínceps de París, un equip format per marroquins, algerians i tunisians es va enfrontar a la selecció nacional de França. Dirigida per l'estrella Larbi Ben Barek, la selecció magribina va guanyar per 3-2, un mes abans dels atemptats del Front Nacional d'Alliberament d'Algèria que van marcar l'inici de la Guerra d'Algèria.

### Els inicis del Marroc (1955–1963)
El 1955 es va crear la Reial Federació Marroquina de Futbol, en finalitzar el protectorat francès del Marroc, que durava des de 1912.
El 19 d'octubre del 1957, a la 2a edició dels Jocs Panàrabs del Líban, el Marroc va debutar com a país independent contra l'Iraq, a l'estadi de la Ciutat Esportiva Camille Chamoun, i va empatar 3-3. Al torneig, el Marroc va aconseguir la primera victòria de la seva història contra Líbia, en guanyar 5-1, i després va vèncer Tunísia per 3-1 per arribar a les semifinals. Després d'un empat a un amb Síria, es va sortejar qui passaria a la final, i Síria va ser seleccionada al detriment del Marroc. El Marroc es va retirar del partit pel tercer lloc, contra el Líban, i va acabar quart a la classificació general.
Entre el 1957 i el 1958, el Marroc va disputar nombrosos partits amistosos contra l'equip del Front d'Alliberament Nacional, representant d'Algèria abans de la seva independència el 1958. El 1959, l'equip va participar per primera vegada en una competició internacional, la fase de classificació dels Jocs Olímpics de Roma del 1960. Enquadrada en un grup amb Tunísia i Malta, el Marroc va quedar en segon lloc per diferència de gols i no va aconseguir avançar. Aquest mateix any, la federació de futbol del Marroc es va adherir a la FIFA.
El 1960, el Marroc va competir per primera vegada en la fase de classificació per al Mundial. Empatat amb Tunísia a la primera ronda, el Marroc va guanyar el partit d'anada per 2-1, mentre que Tunísia va guanyar el partit de tornada per 2-1. Una eliminatòria celebrada a Palerm (Itàlia) també va acabar en empat, i per això es va recórrer al llançament d'una moneda per determinar qui passaven. El Marroc va guanyar el sorteig i es va imposar a Ghana per un global de 1-0 per accedir a la repesca intercontinental. Empatat amb Espanya, el Marroc va perdre 4-2 al global i, per tant, no es va classificar.
El 1961, el Marroc va organitzar els Jocs Panàrabs i va guanyar el torneig de futbol, en imposar-se en els seus cinc partits. El seu tercer partit, contra l'Aràbia Saudita, va suposar la major victòria de la història del Marroc, amb un 13-1. També va aconseguir les dues primeres victòries contra un equip europeu, en vèncer Alemanya Oriental per 2-1 i 2-0.
El 1963, la selecció marroquina va estar a punt de classificar-se per a la Copa d'Àfrica. A l'eliminatòria decisiva contra Tunísia, va ser derrotada per 4-1 a Tunísia i va guanyar per 4-2 a casa, per la qual cosa va quedar eliminada. Als Jocs Mediterranis de Nàpols 1963, va quedar en quart lloc després de perdre per 2-1 a la final pel tercer lloc contra l'equip de reserva d'Espanya.

## Competicions internacionals

### Participacions en la Copa del Món
Campions      Finalistes      Tercers      Quarts
| Historial a la Copa del Món | Historial a la Copa del Món       | Historial a la Copa del Món       | Historial a la Copa del Món       | Historial a la Copa del Món       | Historial a la Copa del Món       | Historial a la Copa del Món       | Historial a la Copa del Món       | Historial a la Copa del Món       |
| Edició                      | Ronda                             | Posició                           | PJ                                | PG                                | PE                                | PP                                | GF                                | GC                                |
| --------------------------- | --------------------------------- | --------------------------------- | --------------------------------- | --------------------------------- | --------------------------------- | --------------------------------- | --------------------------------- | --------------------------------- |
| 1930                        | No hi participà                   | No hi participà                   | No hi participà                   | No hi participà                   | No hi participà                   | No hi participà                   | No hi participà                   | No hi participà                   |
| 1934                        | No hi participà                   | No hi participà                   | No hi participà                   | No hi participà                   | No hi participà                   | No hi participà                   | No hi participà                   | No hi participà                   |
| 1938                        | No hi participà                   | No hi participà                   | No hi participà                   | No hi participà                   | No hi participà                   | No hi participà                   | No hi participà                   | No hi participà                   |
| 1950                        | No hi participà                   | No hi participà                   | No hi participà                   | No hi participà                   | No hi participà                   | No hi participà                   | No hi participà                   | No hi participà                   |
| 1954                        | No hi participà                   | No hi participà                   | No hi participà                   | No hi participà                   | No hi participà                   | No hi participà                   | No hi participà                   | No hi participà                   |
| 1958                        | No hi participà                   | No hi participà                   | No hi participà                   | No hi participà                   | No hi participà                   | No hi participà                   | No hi participà                   | No hi participà                   |
| 1962                        | No es classificà                  | No es classificà                  | No es classificà                  | No es classificà                  | No es classificà                  | No es classificà                  | No es classificà                  | No es classificà                  |
| 1966                        | Es retirà                         | Es retirà                         | Es retirà                         | Es retirà                         | Es retirà                         | Es retirà                         | Es retirà                         | Es retirà                         |
| 1970                        | Primera fase                      | 14s                               | 3                                 | 0                                 | 1                                 | 2                                 | 2                                 | 6                                 |
| 1974                        | No es classificà                  | No es classificà                  | No es classificà                  | No es classificà                  | No es classificà                  | No es classificà                  | No es classificà                  | No es classificà                  |
| 1978                        | No es classificà                  | No es classificà                  | No es classificà                  | No es classificà                  | No es classificà                  | No es classificà                  | No es classificà                  | No es classificà                  |
| 1982                        | No es classificà                  | No es classificà                  | No es classificà                  | No es classificà                  | No es classificà                  | No es classificà                  | No es classificà                  | No es classificà                  |
| 1986                        | Setzens de final                  | 11s                               | 4                                 | 1                                 | 2                                 | 1                                 | 3                                 | 2                                 |
| 1990                        | No es classificà                  | No es classificà                  | No es classificà                  | No es classificà                  | No es classificà                  | No es classificà                  | No es classificà                  | No es classificà                  |
| 1994                        | Primera fase                      | 23s                               | 3                                 | 0                                 | 0                                 | 3                                 | 2                                 | 5                                 |
| 1998                        | Primera fase                      | 18s                               | 3                                 | 1                                 | 1                                 | 1                                 | 5                                 | 5                                 |
| 2002                        | No es classificà                  | No es classificà                  | No es classificà                  | No es classificà                  | No es classificà                  | No es classificà                  | No es classificà                  | No es classificà                  |
| 2006                        | No es classificà                  | No es classificà                  | No es classificà                  | No es classificà                  | No es classificà                  | No es classificà                  | No es classificà                  | No es classificà                  |
| 2010                        | No es classificà                  | No es classificà                  | No es classificà                  | No es classificà                  | No es classificà                  | No es classificà                  | No es classificà                  | No es classificà                  |
| 2014                        | No es classificà                  | No es classificà                  | No es classificà                  | No es classificà                  | No es classificà                  | No es classificà                  | No es classificà                  | No es classificà                  |
| 2018                        | Primera fase                      | 27s                               | 3                                 | 0                                 | 1                                 | 2                                 | 2                                 | 4                                 |
| 2022                        | Quart lloc                        | 4s                                | 7                                 | 3                                 | 2                                 | 2                                 | 6                                 | 5                                 |
| 2026                        | Pendent                           | Pendent                           | Pendent                           | Pendent                           | Pendent                           | Pendent                           | Pendent                           | Pendent                           |
| 2030                        | Classificat com a co-organitzador | Classificat com a co-organitzador | Classificat com a co-organitzador | Classificat com a co-organitzador | Classificat com a co-organitzador | Classificat com a co-organitzador | Classificat com a co-organitzador | Classificat com a co-organitzador |
| 2034                        | Pendent                           | Pendent                           | Pendent                           | Pendent                           | Pendent                           | Pendent                           | Pendent                           | Pendent                           |
| Total                       | Quart lloc                        | Quart lloc                        | 23                                | 5                                 | 7                                 | 11                                | 20                                | 27                                |

### Participacions en la Copa d'Àfrica
| - 1957 - No participà - 1959 - No participà - 1962 - Retirada - 1963 - No es classificà - 1965 - No participà - 1968 - No participà - 1970 - No es classificà - 1972 - Primera ronda - 1974 - No es classificà - 1976 - Campiona - 1978 - Primera ronda - 1980 - Tercer lloc - 1982 - No es classificà - 1984 - No es classificà |  | - 1986 - Quart lloc - 1988 - Quart lloc - 1990 - No es classificà - 1992 - Primera ronda - 1994 - No es classificà - 1996 - No es classificà - 1998 - Quarts de final - 2000 - Primera ronda - 2002 - Primera ronda - 2004 - Subcampiona - 2006 - Primera ronda - 2008 - Primera ronda - 2010 - No es classificà - 2012 - Primera ronda - 2013 - Primera ronda - 2015 No participà - 2017 - Quarts de final |

## Palmarès
- Copa d'Àfrica de Nacions (1): 1976.
- Campionat Africà de Nacions (2): 2018 y 2020.
- Copa Àrab de la FIFA (1): 2012.